# Diamonds (canção de Megan Thee Stallion e Normani)
"Diamonds" é uma canção da rapper estadunidense Megan Thee Stallion e da cantora estadunidense Normani. Foi lançada em 10 de janeiro de 2020, pela Atlantic, como o single principal da trilha sonora do filme Birds of Prey.

## Antecedentes e composição
A colaboração foi anunciada em dezembro de 2019. Em 8 de janeiro de 2020, a capa do single foi revelada e a música foi lançada em 10 de janeiro de 2020. A canção foi escrita por Edgar Machuca, Jule Styne, Kameron Glasper, Leo Robin, Louis Bell, Madison Love, Megan Thee Stallion, Mike Arrow, Normani, Santeri Kauppinen e Tayla Parx, sendo produzida por Bell e MD$.

## Vídeo de música
O videoclipe foi lançado em 10 de janeiro de 2020. O vídeo começa com Megan e Normani vestindo trajes extravagantes dirigindo e cantando a letra "Os diamantes são os melhores amigos de uma garota" em um carro e trocam com Margot Robbie, que interpreta Harley Quinn no filme, o vídeo é cortado para Megan e Normani andando e segurando um martelo e taco de beisebol através de um pequeno túnel, vestindo roupas com os títulos de ambas as artistas, e depois continua com Megan mostrando suas habilidades de rap enquanto luta com a máfia ao lado de Normani cantando e dançando trajando um look rosa, uma referência ao icônico vestido rosa de Marilyn Monroe usado em "Diamonds Are a Girl's Best Friend" no filme Gentlemen Prefer Blondes (1953). O vídeo também foi inspirado na versão de Marilyn Monroe apresentada no filme de 1953.   

## Créditos e pessoal
Créditos adaptados do Tidal.
- Megan Thee Stallion – vocais, composição
- Normani – vocais, composição
- Edgar Machuca – composição
- Jule Styne – composição
- Kameron Glasper – composição
- Leo Robin – composição
- Madison Love – composição
- Mike Arrow – composição
- Santeri Kauppinen – composição
- Tayla Parx – composição
- Louis Bell – composição, produção
- MD$ – produção
- Jaime P. Velez – engenharia, produção vocal
- Michele Mancini – domínio
- Manny Marroquin – mixagem

## Histórico de lançamento
| Região | Data                  | Formato                     | Gravadora | Ref.  |
| ------ | --------------------- | --------------------------- | --------- | ----- |
| Vários | 10 de janeiro de 2020 | Download digital, streaming | Atlantic  | [ 7 ] |